# Königlich Bayerisches 6. Feldartillerie-Regiment „Prinz Ferdinand von Bourbon, Herzog von Calabrien“
Das 6. Feldartillerie-Regiment „Prinz Ferdinand von Bourbon, Herzog von Calabrien“ war ein Artillerieregiment der Bayerischen Armee.

## Geschichte
Am 1. Oktober 1890 wurde der Verband aus der III. Abteilung des 3. und der III. und IV. Abteilung des 4. Feldartillerie-Regiments in Fürth gebildet. Es gliederte sich in zwei Abteilungen zu je drei Fahrenden Batterien. Zum 1. Oktober 1901 wurde die III. Abteilung und die 6. Fahrende Batterie zur Bildung des 10. Feldartillerie-Regiments abgegeben. Der Verband gliederte sich nun in zwei Abteilungen zu drei Batterien sowie zwei Fahrenden Batterien.
Zusammen mit dem 10. Feldartillerie-Regiment bildete es seit Oktober 1901 die 5. Feldartillerie-Brigade.
Erster und einziger Regimentsinhaber war ab 1. März 1911 der Ehemann von Prinzessin Maria von Bayern, Prinz Ferdinand, Herzog von Kalabrien. Das Regiment führte ab diesem Zeitpunkt seinen Namen als Zusatz.

### Erster Weltkrieg
Zu Beginn des Ersten Weltkriegs machte das Regiment am 2. August 1914 mobil. Im Verbund mit der 5. Infanterie-Division nahm es zunächst an den Grenzgefechten und der Schlacht in Lothringen teil, kämpfte bei Nancy-Épinal und lag ab Mitte September 1914 in Stellungskämpfen zwischen Maas und Mosel. Ende Dezember gab sie 2. und 4. Batterie an das Reserve-Feldartillerie-Regiment 9 und den dritten Zug der 6. Batterie an das 8. Feldartillerie-Regiment „Prinz Heinrich von Preußen“ ab. Im Herbst 1915 war das Regiment an der Schlacht in der Champagne beteiligt und kämpfte im September 1916 in der Schlacht an der Somme. Gemäß Weisung des Kriegsministeriums vom 28. Januar 1917 wurde der Verband um eine III. Abteilung ergänzt, die in Eschenbach aufgestellt und ab 8. März 1917 mobil war. Bereits drei Tage zuvor war das Regiment dem neugebildeten Artilleriekommandeur der 5. Infanterie-Division unterstellt worden. Hier nahm es ab April 1917 an der Schlacht von Arras teil und lag anschließend in Stellungskämpfen in Flandern und im Artois. Zum 28. Dezember 1917 änderte sich das Unterstellungsverhältnis erneut und das Regiment war bis zum Waffenstillstand bei der Heeresfeldartillerie.

### Verbleib
Nach Kriegsende marschierten die Reste des Regiments in die Garnison zurück, wo ab 6. Januar 1919 zunächst die Demobilisierung und im Februar 1919 die Auflösung erfolgte. Aus Teilen bildete sich die Freiwilligen-Batterie Schleip sowie aus dem ehemaligen Stab der Feldartillerie-Stab Uhl. Dieser ging mit der Bildung der Vorläufigen Reichswehr im Stab des Reichswehr-Artillerie-Regiments 21 auf.
Die Tradition übernahm in der Reichswehr durch Erlass des Chefs der Heeresleitung General der Infanterie Hans von Seeckt vom 24. August 1921 die 8. (Gebirgs-)Batterie des 7. (Bayerisches) Artillerie-Regiments in Landsberg am Lech. In der Wehrmacht wurde die Tradition durch den Regimentsstab und die III. Abteilung des Artillerieregiments 17 in Nürnberg fortgeführt.

## Kommandeure
| Dienstgrad            | Name            | Datum                                  |
| --------------------- | --------------- | -------------------------------------- |
| Oberst                | August Dietrich | 1. Oktober 1900 bis 15. Februar 1902   |
| Oberstleutnant        | Julius Halder   | 16. Februar 1902 bis 19. August 1905   |
| Oberstleutnant        | Wilhelm Dietz   | 20. August 1905 bis 4. Juni 1907       |
| Oberstleutnant        | Karl Schupbaum  | 5. Juni 1907 bis 22. April 1911        |
| Oberstleutnant/Oberst | Arthur Merlack  | 23. April 1911 bis 16. Februar 1915    |
| Major                 | Hugo Heidemann  | 17. Februar 1915 bis 7. September 1917 |
| Major                 | Paul Kollmann   | 7. September 1917 bis 1. Januar 1919   |
| Major                 | Friedrich Ris   | 2. Januar bis 6. Februar 1919          |